# بالا جورج
بالا جورج (بالإيطالية: PalaGeorge)‏ صالة رياضية تستخدم لرياضتي كرة السلة و كرة الطائرة وتقام فيها أحياناً عدد من الفعاليات الرياضية، تقع في مدينة مونتيشياري في إيطاليا، تتسع الصالة إلى 5500 متفرج، وهي الصالة الرسمية لنادي باسكت بريشيا ليونيسا الذي يلعب في ليغا باسكيت الدرجة الأولى، تم افتتاح الصالة سنة 1993.